# Курабка
Курабка (пол. Kurabka) — село в Польщі, у гміні Болімув Скерневицького повіту Лодзинського воєводства.
Населення — 183 особи (2011).
У 1975-1998 роках село належало до Скерневицького воєводства.

## Демографія
Демографічна структура станом на 31 березня 2011 року:
|          | Загалом | Допрацездатний вік | Працездатний вік | Постпрацездатний вік |
| -------- | ------- | ------------------ | ---------------- | -------------------- |
| Чоловіки | 88      | 22                 | 54               | 12                   |
| Жінки    | 95      | 20                 | 51               | 24                   |
| Разом    | 183     | 42                 | 105              | 36                   |